# Xiaogongren

Pendó al qual estava vinculat Uya Weiwu

Xiaogongren (en xinès 孝恭仁皇后) (1660 - 1723) fou una emperadriu xinesa de la dinastia Qing.
Pertanyia al clan Uya (xinitzat Wuya) per naixement i al clan Aisin Gioro pel seu casament. El seu pare era Uya Weiwu important militar manxú. Va ser primer concubina (depin) i després consort vituosa (defei) de l'emperador Kangxi i mare de l'emperador Yongzheng. Va engendrar dos fills més (Yunzuo i Yunti) i tres filles més (només la princesa Wenxian va sobreviure i casar-se). El títol d'emperadriu Xiaogongren li fou concedit pòstumament. Enterrada al Mausoleu dels Qing. Es desconeixen les causes que li varen provocar la seva defunció.